# Кубок Кремля 2001
Кубок Кремля 2001 года — ежегодный профессиональный теннисный турнир в серии международной серии ATP для мужчин и 1-й категории WTA для женщин. Турнир традиционно проводился на закрытых кортах с ковровым покрытием в московском спорткомплексе «Олимпийский». Мужской турнир проводился в 12-й раз, женский — в 6-й. Соревнования прошли с 1 по 7 октября.
Прошлогодние победители:
- мужской одиночный разряд —  Евгений Кафельников
- женский одиночный разряд —  Мартина Хингис
- мужской парный разряд —  Йонас Бьоркман /  Давид Приносил
- женский парный разряд —  Жюли Алар-Декюжи /  Ай Сугияма

## Соревнования

### Мужчины

#### Одиночный разряд
Евгений Кафельников обыграл  Николаса Кифера со счётом 6-4, 7-5.
- Кафельников выигрывает 2й титул в году и 24й за карьеру.

#### Парный разряд
Максим Мирный /  Сэндон Столл обыграли  Махеша Бхупати /  Джеффа Таранго со счётом 6-3, 6-0.
- Мирный выигрывает 1й титул в сезоне и 9й за карьеру.
- Столл выигрывает 4й титул в сезоне и 20й за карьеру.

### Женщины

#### Одиночный разряд
Елена Докич обыграла  Елену Дементьеву со счётом 6-3, 6-3.
- Докич выигрывает свой 3й титул на соревнованиях WTA.

#### Парный разряд
Мартина Хингис /  Анна Курникова обыграли  Елену Дементьеву /  Лину Красноруцкую со счётом 7-6(1), 6-3.
- Хингис выигрывает свой 1й титул в году и 35й за карьеру.
- Курникова выигрывает свой 2й титул в году и 14й за карьеру.